# Адад-нирари III
Адад-нирари III (умро 783. п. н. е.) био је новоасирски краљ. Владао је од 811. године до своје смрти.

## Владавина
Шамши-Адад V умире 811. године п. н. е. Пошто је његов наследник био малолетан, сматрало се да је престо преузела његова жена Шамурамат. На овој историјској личности заснована је легендарна Семирамида. Сугестија да је Шамурамат владала као регент заснована је на неразумевању текста и данас мора бити одбачена. Не постоје одређени разлози за претпоставку да је Адад-нирари III био малолетан.
Владавина Адад-нирарија слабо је документована, иако више него владавина његовог оца. Неколико војних похода Асирије током периода његове владавине вероватно су организовали његови генерали. Границе су остале исте као у периоду владавине Шалманесера III. Синхрона хроника сведочи о настојањима Адад-нирарија да у Вавилон врати свакодневни живот који је прекинут након напада Шамши-Адада V. Наследио га је син Шалманесер IV. 

## Асирски краљеви
| Новоасирски период                                |                      |                       |
| Име краља                                         | Владавина            | Напомена              |
| Адад-нирари II                                    | 912–891              | "син Ашур-Дана"       |
| Тукулти-Нинурта II                                | 891–884              | "син Адад-Нирарија"   |
| Ашурнасирпал II                                   | 884–859              | "син Тукулти-Нинурте" |
| Шалманасар III                                    | 859–824              | "син Ашур-насир-пала" |
| Шамши-Адад V                                      | 824–811              | "син Шалманесера"     |
| Шаму-рамат, регент, 811–808                       |                      |                       |
| Адад-нирари III                                   | 811–783              | "син Шамши-Адада"     |
| Шалманесер IV                                     | 783–773              | "син Адад-Нирарија"   |
| Ашур-Дан III                                      | 773–755              | син Шалманесера;      |
| Ашур-нирари V                                     | 755–745              | "син Адад-нирарија"   |
| Тиглат-Пилесар III                                | 745–727              | "син Ашур-нирарија"   |
| Шалманасар V                                      | 727–722              | "син Тиглат-Пилесера" |
| Крај Асирске листе краљева                        |                      |                       |
| Саргон II                                         | 722–705              |                       |
| Сенахериб                                         | 705–681              |                       |
| Асархадон                                         | 681–669              |                       |
| датуми владавина последњих владара нису поуздани. |                      |                       |
| Асурбанипал                                       | 669–између 631 и 627 |                       |
| Ашур-етил-илани                                   | 631–627              |                       |
| Син-шуму-лишир                                    | 626                  |                       |
| Син-шар-ишкум                                     | 627–612              |                       |
| пад Ниниве                                        |                      |                       |
| Ашур-убалит II                                    | 612 - 608            |                       |